# Chelator stellae
Chelator stellae är en kräftdjursart som beskrevs av Malyutina och Oleg Grigor'evich Kussakin 1996. Chelator stellae ingår i släktet Chelator och familjen Desmosomatidae. Inga underarter finns listade i Catalogue of Life.